# Tephritis urelliosomima
Tephritis urelliosomima är en tvåvingeart som beskrevs av Valery Korneyev och Dirlbek 2000. Tephritis urelliosomima ingår i släktet Tephritis och familjen borrflugor.
Artens utbredningsområde är Turkmenistan. Inga underarter finns listade i Catalogue of Life.